# Demodex
Demodex là một chi Ve bét kích thước rất nhỏ, chúng là những loại ký sinh trùng. Khoảng 65 loài Demodex được biết đến.

## Đặc điểm
Đây là những ký sinh trùng thuộc ngành động vật chân đốt nhỏ, thường cư trú trên khuôn mặt của con người. Có 2 loài Demodex thường gặp ký sinh trên da người là Demodex folliculorum, thường ký sinh ở nang lông, tóc và Demodex brevis thường ký sinh ở tuyến bã. Chúng có ngoại hình với tám đôi chân nhỏ, chúng như đang bơi trên da mặt và gắn bó với mỗi người trong cả quãng đời nhưng thường không gây ra bất cứ điều gì.
Demodex có thể lây trong quá trình người mẹ cho con bú. Demodex thường ăn những tế bào chết, chất dầu có trong chất bã nhờn tiết ra từ các tuyến trên bề mặt da, chúng di chuyển chậm với vận tốc 8 – 16 cm trong 1 giờ và thích nghi trong môi trường ẩm, ấm và thường hoạt động nhiều nhất vào ban đêm.

## Một số loài
- Demodex aries
- Demodex aurati
- Demodex brevis
- Demodex bovis
- Demodex canis, gây bệnh xà mâu ở chó[2]
- Demodex caprae
- Demodex caballi
- Demodex cati
- Demodex cornei
- Demodex criceti
- Demodex equi
- Demodex folliculorum
- Demodex gapperi
- Demodex gatoi
- Demodex injai
- Demodex ovis
- Demodex phyloides
- Demodex zalophi